# Naitō Ienaga
Naitō Ienaga (内藤家长, , 1546 - 8 de setembro de 1600) foi um samurai que viveu nos Períodos Sengoku e Azuchi-Momoyama e era vassalo do Clã Tokugawa. Era o filho de Naitō Kiyonaga. Ienaga serviu Tokugawa Ieyasu desde tenra idade, e era famoso por sua habilidade com o arco . Ele ajudou na repressão da Ikkō-ikki na Província de Mikawa, e isso valeu-lhe a confiança de Ieyasu.
Após a campanha de Ieyasu na Região de Kanto contra o Clã Hōjō em 1590, foi concedido a Ienaga o Domínio de Sanuki com 20.000 koku na Província de Kazusa . Em 1600, ele foi designado para o Castelo Fushimi juntamente com Torii Mototada e Matsudaira Ietada. Acredita-se que ele foi um dos últimos defensores do castelo durante o assalto pelas forças de Ishida Mitsunari .
Ienaga foi sucedido por seu filho Naitō Masanaga, que serviu durante o Cerco de Osaka de 1615.
| Precedido por ninguém | Primeiro Daimyō de Sanuki 1590-1600 | Sucedido por Naitō Masanaga |